# Barbara Ann Wilcox
Barbara Ann Wilcox (1 de abril de 1912 – 9 de septiembre de 1962), conocida durante un tiempo como Barbara Ann Richards, fue una mujer transgénero estadounidense que es conocida por su exitosa petición de 1941 para cambiar su nombre legal a su nombre elegido, que atrajo la atención generalizada de los medios como uno de los primeros casos sobre el estatus legal de las personas transgénero.

## Primeros años y educación
Richards nació el 1 de abril de 1912 en una familia adinerada de Salem, Massachusetts. Cuando tenía cinco años, estuvo hospitalizada durante varios meses por meningitis espinal, lo que la debilitó físicamente. Durante toda su primera infancia, se sintió limitada por las expectativas masculinas de su padre y sus compañeros de escuela. Después de que sus padres se separaron cuando ella tenía 13 años, se mudó con su madre a Los Ángeles, donde comenzó a disfrutar más de la escuela.
Se matriculó en el Pomona College de Claremont, California, en 1931, pero abandonó sus estudios después de un año. Probó varias ocupaciones antes de decidirse por el diseño de interiores.

## Transición y caso legal
En 1940, Richards conoció a Richard Wilcox, un hombre transgénero, en una fiesta, y le pidió que se casara con ella ese mismo día; él aceptó. En octubre, fue a registrarse para el Sistema de Servicio Selectivo, pero fue clasificada como no apta para el servicio militar y se le negó.
En 1941, presentó una petición legal ante el Tribunal Superior del Condado de Los Ángeles para cambiar su nombre a Barbara, reconociéndola efectivamente como mujer. Ella minimizó el hecho de que estaba pasando por una terapia hormonal feminizante y en cambio retrató su transición como un misterioso suceso natural. Su caso generó un gran interés en los medios de comunicación nacionales, que lo vieron en gran medida como una curiosidad peculiar y enfatizaron su valor impactante.
Cuando el matrimonio de Richards con Wilcox se hizo público durante su caso, ella dijo a los periodistas que lo anularía, lo que hizo después de ganar.

## Vida posterior, muerte y legado
Durante el resto de su vida, Richards adoptó un perfil más tranquilo. Ella permaneció junto a Wilcox y su gato, y en algún momento antes de 1949, se casó nuevamente con él bajo sus roles de género cambiados, tomando su apellido. En 1948, la pareja compró un terreno en Martínez, California, y se mudó allí para ser copropietarios de un vivero de plantas. Recibió numerosas cartas de otras personas que se identificaron con su experiencia. En 1956, se sometió a una cirugía de afirmación de género. Murió el 9 de septiembre de 1962.